# Hordubalové
Hordubalové je český film z roku 1937, který natočil režisér Martin Frič podle novely Hordubal Karla Čapka. Film vypráví o návratu slovenského[zdroj?] emigranta z Ameriky (Jaroslav Vojta) na svůj statek ke své ženě a dcerce. Žena kromě peněz však už o něj nemá zájem, intimně žije s čeledínem, což skončí tragicky.

## Základní údaje
- Námět: Karel Čapek
- Scénář: Karel Čapek, Karel Hašler
- Hudba: Miloš Smatek
- Kamera: Jaroslav Blažek
- Režie: Mac Frič
- Hrají: Jaroslav Vojta, Suzanne Marwille, Mirko Eliáš, Palo Bielik, Eliška Kuchařová, Vlasta Součková, Gustav Hilmar
- Další údaje: černobílý, drama
- Výroba: Lloyd, 1937